# Krásný Les, Liberec
Krásný Les là một làng thuộc huyện Liberec, vùng Liberecký, Cộng hòa Séc.